# Hell in a Cell (2022)
Hell in a Cell (2022) foi o 14º evento anual de luta livre profissional Hell in a Cell produzido pela WWE. Foi realizado para lutadores das divisões de marca Raw e SmackDown da promoção. O evento foi ao ar em pay-per-view (PPV) em todo o mundo e esteve disponível para transmissão pela Peacock nos Estados Unidos e pela WWE Network internacionalmente. Aconteceu em 5 de junho de 2022, na Allstate Arena, no subúrbio de Rosemont em Chicago, Illinois.
Sete lutas foram disputadas no evento. No evento principal, Cody Rhodes derrotou Seth "Freakin" Rollins em uma luta Hell in a Cell. Em outras lutas proeminentes, The Judgment Day (Edge, Damian Priest e Rhea Ripley) derrotaram AJ Styles, Finn Bálor e Liv Morgan em uma luta de duplas mistas de seis pessoas, Bobby Lashley derrotou Omos e MVP por finalização em uma luta de 2-on-1 handicap, e na luta de abertura, Bianca Belair derrotou Asuka e Becky Lynch em uma luta triple threat para manter o Campeonato Feminino do Raw.

## Produção
Hell in a Cell é um evento gimmick produzido anualmente pela WWE desde 2009. O conceito do show vem da luta Hell in a Cell da promoção, em que os competidores lutam dentro de uma estrutura de célula coberta de 20 pés de altura ao redor do ringue e do ringue área. A luta principal do card é disputada sob a estipulação do Hell in a Cell. O evento de 2022 será o 14º evento da cronologia Hell in a Cell e contará com lutadores das marcas Raw e SmackDown. Com exceção do evento de setembro de 2018, o Hell in a Cell foi realizado em outubro. O evento de 2021, no entanto, mudou a série de eventos para junho, com o evento de 2022 programado para 5 de junho na Allstate Arena, no subúrbio de Rosemont, Illinois, em Chicago. Ele irá ao ar em pay-per-view (PPV) em todo o mundo e os serviços de streaming Peacock nos Estados Unidos e a WWE Network nos mercados internacionais.

### Histórias
O show incluiu lutas que resultam de histórias roteirizadas, onde lutadores retratam heróis, vilões ou personagens menos distinguíveis em eventos roteirizados que criam tensão e culminam em uma luta ou série de lutas. Os resultados são predeterminados pelos escritores da WWE nas marcas Raw e SmackDown, enquanto as histórias são produzidas nos programas de televisão semanais da WWE, Monday Night Raw e Friday Night SmackDown.
Depois de derrotar Seth "Freakin" Rollins na WrestleMania 38 e WrestleMania Backlash, Cody Rhodes recebeu uma luta pelo Campeonato dos Estados Unidos contra Theory no Raw de 9 de maio. No entanto, durante a luta, Rollins atacou Rhodes, custando a Rhodes o título. Na semana seguinte, Rhodes desafiou Rollins para outra luta, desta vez dentro do Hell in a Cell, que Rollins aceitou.
Na WrestleMania 38, Bianca Belair derrotou Becky Lynch para ganhar o Campeonato Feminino do Raw. No Raw de 25 de abril, Lynch cortou uma promo onde ela queria uma revanche contra Belair, no entanto, Asuka fez um retorno surpresa após nove meses de inatividade devido a lesão. O oficial da WWE Adam Pearce deu a Asuka a chance de enfrentar Belair em uma luta pelo título no Raw de 9 de maio, no entanto, a luta terminou em no contest depois que Lynch atacou as duas competidoras. Na semana seguinte, Asuka derrotou Lynch para ganhar o direito de enfrentar Belair pelo Campeonato Feminino do Raw no Hell in a Cell. No episódio de 23 de maio, Lynch teve outra chance de enfrentar Asuka com a estipulação adicional de que, se Lynch vencesse, ela seria adicionada à luta pelo campeonato no Hell in a Cell. Lynch derrotou Asuka assim a luta pelo campeonato se tornou uma luta triple threat.
Na WrestleMania 38, Bobby Lashley derrotou Omos. No episódio seguinte do Raw, o empresário de Lashley, MVP, traiu Lashley e se alinhou com Omos, que então derrotou Lashley na WrestleMania Backlash com a ajuda de MVP. Lashley então derrotou Omos em uma luta Steel Cage no Raw de 16 de maio. Na semana seguinte, com Lashley querendo acabar com a rivalidade, ele desafiou o MVP para uma luta onde o vencedor escolheria a estipulação de sua luta contra Omos no Hell in a Cell. Com a ajuda de Omos, MVP derrotou Lashley. Omos e MVP decidiram que a estipulação no Hell in a Cell seria uma partida de handicap 2 contra 1 com Omos e MVP enfrentando Lashley.

## Evento
| Role:                     | Name:                      |
| ------------------------- | -------------------------- |
| Comentaristas em inglês   | Michael Cole (SmackDown)   |
| Comentaristas em inglês   | Jimmy Smith (Raw)          |
| Comentaristas em inglês   | Corey Graves (all matches) |
| Comentaristas em inglês   | Byron Saxton (Raw)         |
| Comentaristas em espanhol | Marcelo Rodriguez          |
| Comentaristas em espanhol | Jerry Soto                 |
| Anunciadores de ringue    | Mike Rome (Raw)            |
| Anunciadores de ringue    | Samantha Irvin (SmackDown) |
| Árbitros                  | Danilo Anfibio             |
| Árbitros                  | Jason Ayers                |
| Árbitros                  | Jessika Carr               |
| Árbitros                  | Daphne Lashaunn            |
| Árbitros                  | Eddie Orengo               |
| Árbitros                  | Ryan Tran                  |
| Árbitros                  | Rod Zapata                 |
| Painel do pré-show        | Kayla Braxton              |
| Painel do pré-show        | Kevin Patrick              |
| Painel do pré-show        | Peter Rosenberg            |
| Painel do pré-show        | Booker T                   |
| Painel do pré-show        | Jerry Lawler               |

## Resultados
| Nº                                          | Resultados                                                                                         | Estipulações                                       | Tempo |
| ------------------------------------------- | -------------------------------------------------------------------------------------------------- | -------------------------------------------------- | ----- |
| 1                                           | Bianca Belair (c) derrotou Asuka e Becky Lynch                                                     | Luta Triple Threat pelo Campeonato Feminino do Raw | 18:56 |
| 2                                           | Bobby Lashley derrotou Omos e MVP                                                                  | Luta Handicap 2-contra-1                           | 8:25  |
| 3                                           | Kevin Owens derrotou Ezekiel                                                                       | Luta Individual                                    | 9:20  |
| 4                                           | The Judgment Day (Edge, Damian Priest e Rhea Ripley) derrotaram Finn Bálor, AJ Styles e Liv Morgan | Luta de duplas six-person mixed                    | 16:03 |
| 5                                           | Madcap Moss derrotou Happy Corbin                                                                  | Luta No Holds Barred                               | 12:05 |
| 6                                           | Theory (c) derrotou Mustafa Ali                                                                    | Luta Individual pelo Campeonato dos Estados Unidos | 10:25 |
| 7                                           | Cody Rhodes derrotou Seth "Freakin" Rollins                                                        | Luta Hell in a Cell                                | 24:21 |
| (c) – Refere-se aos campeões antes da luta. | |                                                    |       |